# A bíborszínű felhők bolygója
A bíborszínű felhők bolygója (Страна багровых туч Sztrana bagrovih tucs) egy 1959-ben megjelent science fiction regény Arkagyij és Borisz Sztrugackij tollából. A kötet a szerzők Delelő Univerzumában játszódik, de nem része a tíz kötetből álló sorozatnak. Kapcsolódik viszont az Út az Amaltheára című kisregényhez.
Magyarul a Robur magazin közölte le folytatásokban 1985–86-ban, cenzúrázva. Földeák Iván fordítását később Weisz Györgyi egészítette ki, mikor a Metropolis Media kiadta a könyvet újra 2012-ben, a Galaktika Fantasztikus Könyvek-sorozat tagjaként. Utóbbi tartalmazza Borisz Sztrugackij utószavát, melyben a regény megszületéséről, fogadtatásáról és a cenzúráról ír. A regényt 2015-ben a Metropolis Media E-könyv formátumban is megjelentette.

## Cselekmény
|  | Alább a cselekmény részletei következnek! |

A Hiusz űrhajó-prototípus forradalmasíthatja az űrrepülést, korábban nem is álmodott lehetőségeket nyitva meg az emberiség előtt. Veszélyes első útjára olyan legénység kerestetik, amely minden nehézséggel bátran szembenéz. Összeáll a csapat: Jurkovszkij, Dauge, Krutyikov és Bikov – egyszer majd legendává válnak mindahányan.
Feladatuk a fotonhajtóművek bejáratása, valamint a Vénusz bolygó felderítése. Több korábbi expedíció már odaveszett, de az egyik csapat geológusa, Tahmaszib Mehdi még jelentette egy mesésen gazdag nehézfém-lelőhely, az Urán Golkonda felfedezését. A tét tehát nem kicsi: végtelen jólét és maguk a csillagok hullhatnak az emberiség ölébe, amennyiben a Hiusz sikerrel jár.
Ha azonban nem… a társadalmi és technikai fejlődés megfeneklik, és a Föld sosem válik galaktikus birodalom központjává.
|  | Itt a vége a cselekmény részletezésének! |

## Magyarul
- A bíborszínű felhők bolygója; in: Robur, 1985/9–10, 1986/11
- A bíborszínű felhők bolygója; ford. Földeák Iván, Weisz Györgyi; Metropolis Media, Bp., 2012 (Galaktika Fantasztikus Könyvek)